# Антонівський заказник
Антонівський — ландшафтний заказник місцевого значення.
Заказник розташований між селами Іванівка та Богданівка Межівського району Дніпропетровської області.
На території заказника охороняється балково-степовий ландшафт.
Площа — 1874,1 га, створений у 2011 році.